# Pterolobium stellatum
Espèce
Pterolobium stellatum est une espèce de plantes à fleurs de la famille des Fabaceae et du genre Pterolobium.